# یومه هیرانو
یومه هیرانو (انگلیسی: Yume Hirano؛ زادهٔ ۱۵ مارس ۲۰۰۰) بازیکن راگبی ۷ نفره زن اهل ژاپن است.